# 华沙国家爱乐音乐厅
华沙国家爱乐音乐厅（波蘭語：Filharmonia Narodowa w Warszawie）是波兰华沙的一座音乐厅，位于贾斯纳街 5号。最初由卡罗尔·科兹瓦夫斯基建于1900-1901年，1955年由尤金尼乌斯·斯帕科夫斯基重建。该机构的主管是沃伊西奇·诺瓦克。 它是华沙国家爱乐乐团的主要演出场地。
自1955年以来，该机构主办蕭邦國際鋼琴比賽。该建筑举办一年一度的华沙秋季音乐节。

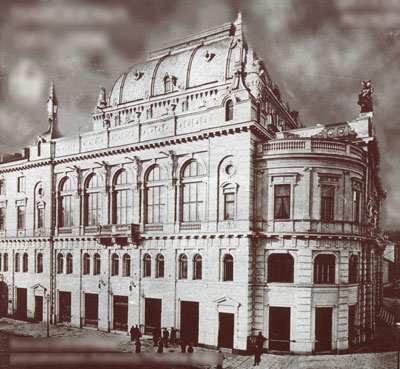
1901年
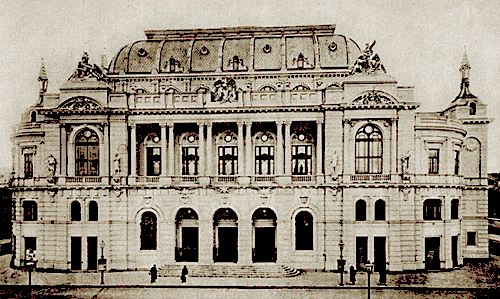
1901年
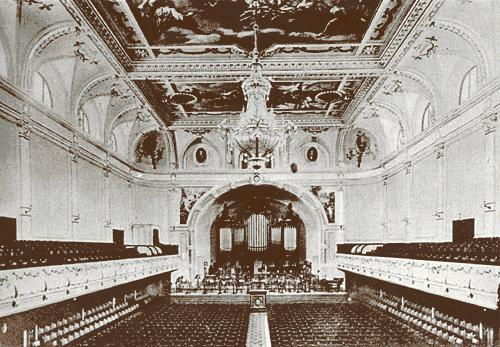
1901年
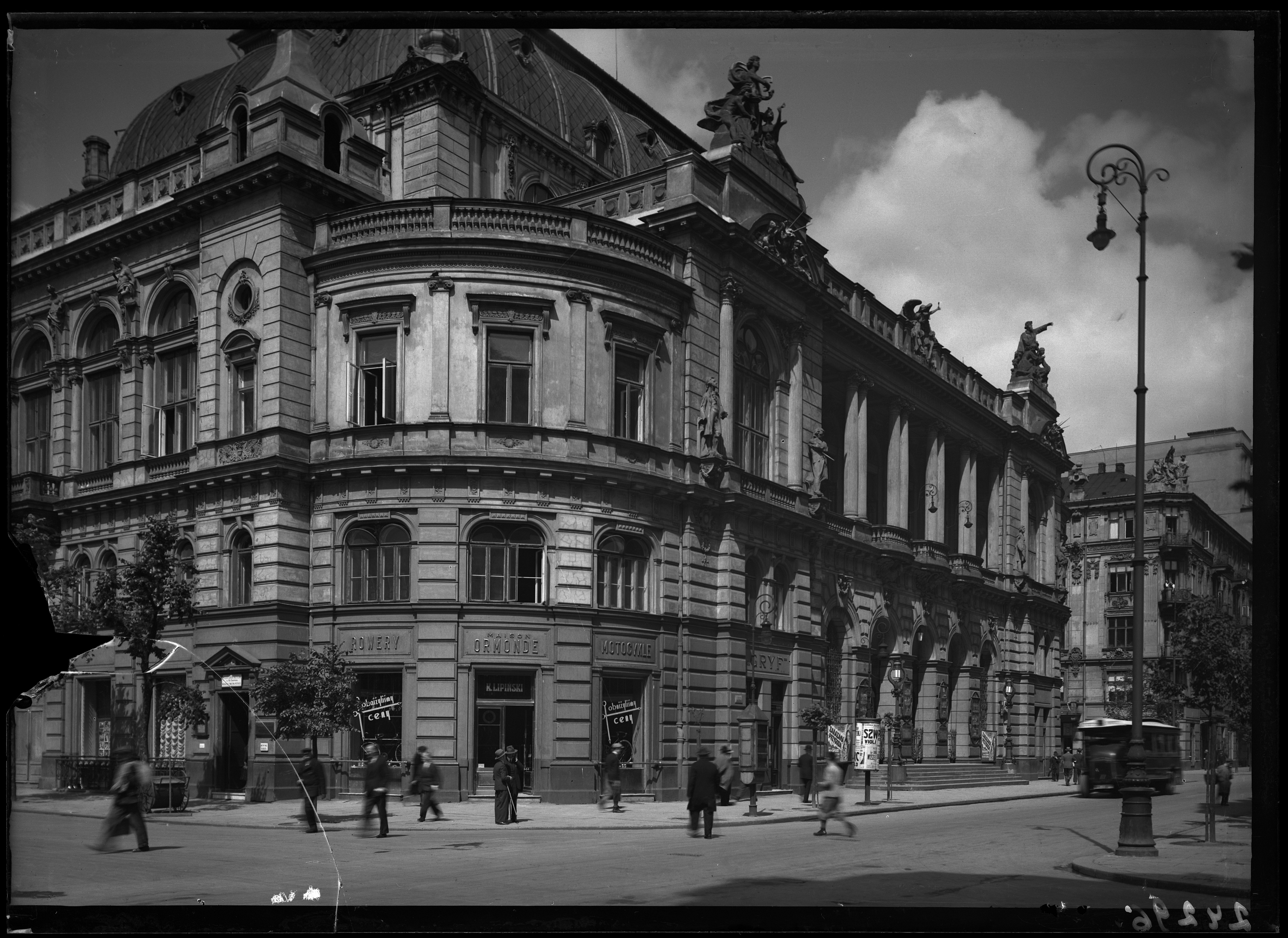
1939年